# Pałac w Górce Wąsoskiej
Pałac w Górce Wąsoskiej – zabytkowy pałac z XIX w. w Górce Wąsoskiej – wsi w Polsce, w województwie dolnośląskim, w powiecie górowskim, w gminie Wąsosz.

## Opis
Obiekt jest częścią zespołu pałacowego, w skład którego wchodzą jeszcze: park, oficyna, folwark.